# Municipio de Waynesville (Illinois)
El municipio de Waynesville (en inglés: Waynesville Township) es un municipio ubicado en el condado de De Witt en el estado estadounidense de Illinois. En el año 2010 tenía una población de 713 habitantes y una densidad poblacional de 11,29 personas por km².

## Geografía
El municipio de Waynesville se encuentra ubicado en las coordenadas 40°15′12″N 89°5′28″O / 40.25333, -89.09111. Según la Oficina del Censo de los Estados Unidos, el municipio tiene una superficie total de 63.16 km², de la cual 63,16 km² corresponden a tierra firme y (0 %) 0 km² es agua.

## Demografía
Según el censo de 2010, había 713 personas residiendo en el municipio de Waynesville. La densidad de población era de 11,29 hab./km². De los 713 habitantes, el municipio de Waynesville estaba compuesto por el 99,44 % blancos, el 0,14 % eran asiáticos y el 0,42 % eran de una mezcla de razas. Del total de la población el 0,28 % eran hispanos o latinos de cualquier raza.